# Фуріо-Камілло (станція метро)
41°52′29″ пн. ш. 12°31′23″ сх. д. / 41.87472° пн. ш. 12.52306° сх. д.
Фуріо-Камілло (італ. Furio Camillo) - станція лінії А Римського метрополітену. Відкрита 16 лютого 1980 році у першій черзі лінії А (від Ананьїна до Оттавіано). Розташована під Віа Аппіа Нуова неподалік від перетину з віа Чезаре Бароніо та віале Фуріо Камілло, звідки й назва.
Є станцією з двома окремими тунелями, в кожному з яких знаходиться окрема платформа.
Поблизу станції розташовані
- Аппієва дорога
- Віа-Тусколана
- Санта-Марія-Аузіліятріче[en]
- Вілла-Лаїс

## Пересадки
Автобуси: 590, 628, 665, 671.